# Benjamin Zander
Benjamin Zander (Gerrards Cross, Buckinghamshire, Engleska, 9. ožujka 1939.) je englesko-američki dirigent. 
Od 1965. dirigira Bostonskom filharmonijom, te ujedno predaje na New England Konzervatoriju. Poznat je po izvedbama Gustava Mahlera te svojim popularnim pred koncertnim predavanjima.